# Meleti
Meleti là một đô thị ở tỉnh Lodi trong vùng Lombardia của Italia, cách khoảng 60 km về phía đông nam của Milano và khoảng 30 km về phía đông nam của Lodi. Tại thời điểm 31 tháng 12 năm 2004, đô thị này có dân số 454 người và diện tích là 7,4 km².
Meleti giáp các đô thị: Crotta d'Adda, Cornovecchio, Maccastorna, Castelnuovo Bocca d'Adda, Caselle Landi.